# Церква Святої Ірини (Стамбул)
Собо́р Свято́ї Іри́ни або Айя Ейрене (середньовічна грец. Ἁγία Εἰρήνη грецька вимова: [aˈʝia iˈrini], «Святий мир», турецька: Aya İrini) — східна православна церква, розташована на зовнішньому подвір'ї палацового комплексу Топкапи в давній столиці Османської імперії. Побудована в VI столітті. Найстаріша серед збережених християнських церков колишнього Константинополя і єдина візантійська церква в Стамбулі, яка ніколи не була перетворена на мечеть, оскільки використовувалася як арсенал для зберігання зброї до 19 століття. Сьогодні функціонує як музей і концертний зал.

## Назва
Церква була присвячена миру Божому, і є однією з трьох святинь, які імператори присвячували Божим атрибутам, разом з собором Святої Софії (Мудрості) і собору Святої Сили.

## Історія створення
Місце розташування має значну попередню історію, що сягає в історію Стародавньої Греції.
- У добу Стародавньої Греції тут побудували язичницький храм на честь богині кохання Афродіти.
- У IV столітті н. е. за сприяння візантійського імператора Константина I на руїнах храму Афродіти будують великий християнський храм, що тимчасово став головним храмом Константинополя під час його перетворення з грецької торгової колонії на східну столицю Римської імперії. Саме в ньому 381 року н. е. працював Перший Константинопольський собор (він же Другий вселенський).
- Перша церква Святої Ірини була завершена до кінця правління Константина (337 р.) і могла бути місцем його спочинку (вважається, що порфіровий саркофаг імператора лежав у дворі собору[4]). Вона була церквою Патріарха до того, як собор Святої Софії був завершений у 360 році за правління Констанція II[5].
- Площа біля храму стала місцем сутичок 532 року під час повстання Ніка (повсталі кричали «Перемога!», звідси походить його грецька назва), в результаті чого храм згорів[6]. Після придушення повстання імператор Юстиніан I, який був майже повалений під час заворушень, наказав перебудувати храм в 548 році в рамках широкомасштабного архітектурного проекту. Будівля тоді була набагато коротше і мала всього один купол, що представляє собою тип так званої купольної базиліки.
- Форма собору була змінена вдруге після пошкодження землетрусом 20 жовтня 740 року, приблизно за шість місяців до смерті Лева III. Імператор Костянтин V наказав провести реставрацію і прикрасив інтер'єр мозаїкою та фресками[7]. Деякі реставрації цього часу збереглися до наших днів. Тоді був також піднятий оригінальний купол, а другий був доданий над бочкоподібно склепінчастою західною бухтою, на еліптичному плані, частково перекритий низьким барабаном.
- Обидва куполи і нартекс, що передує будівлі собору, добре видно на одній з мініатюр Хунернама, турецького манускрипту 1588 року. Будівля характеризується строгістю зовнішніх стін, багате внутрішнє оздоблення не збереглося до сучасності: фігурні мозаїки собору були знищені в добу іконоборства на зламі VIII—IX ст.
- Церква Св. Ірини втратила значення головного храму після побудови храму Св. Софії, але зберігалася і в добу візантійців, і надалі.
- Після військового захоплення Константинополя 1453 року османами, церква Св. Ірини не була перетворена на мечеть. За десять років поруйновану споруду відремонтували і перетворили на арсенал. Церква розташована в першому дворі палацового комплексу Топкапи.
- 1869 року ремонтовану споруду церкви відвели під Археологічний музей Стамбула. Будівля ніколи не була мечеттю, що є унікальним для Стамбулу. Всередині, в апсиді, знаходиться хрест на золотому тлі VIII століття, залишок старої мозаїки.
- На початку 21 сторіччя церква Св. Ірини була реконструйована і використовувалась як концертна зала. За церквою знаходиться внутрішній двір, де в порфірових саркофагах ховали візантійських імператорів.

Станом на 2021 р. церква частково зачинена на реконструкцію і знаходиться в напівпокинутому стані.

### Історичний контекст
Протягом усієї історії Римської імперії імператори часто були поза місцем влади протягом тривалого періоду часу. Однак наприкінці періоду пізньої античності в Римі і в ранньовізантійський період імператори залишалися в столиці. На момент заснування собору Святої Ірини Константинополь ще не був визнаний столицею і резиденцією влади візантійських імператорів через часті подорожі імператора Костянтина (правління 306—337), оскільки зрозуміло, що імператорська влада не обов'язково була зосереджена в такій столиці, як Рим, а навколо імператора, коли він вирушав у свої подорожі. У міру того, як розгорталася династія Костянтина, кожен імператор вносив у місто все нові і нові поліпшення, що сприяло закріпленню статусу міста як справжнього центру влади. За часів правління імператора Констанція II (правління 337—361 рр.) в місті існувала значна кількість громадських і політичних установ: будівля сенату, бібліотеки, дени і церкви.
Існує дуже мало досліджень про функції собору Святої Ірини від Костянтина, навіть у бурхливі періоди богословських суперечок. Однією з перших проблем, що стояли перед християнською церквою, що розвивалася, була аріанська полеміка, яка зосереджувалася на тому, чи є Христос божественним чи ні. Щоб вирішити це питання, в Нікеї відбувся собор, результатом якого став загальноприйнятий Нікейський символ віри, в якому говорилося, що Христос був зачатий від Бога і як такий є божественним.
Прихід Юстиніана на престол у 527 р. ознаменувався цілеспрямованими зусиллями, спрямованими на те, щоб викорінити будь-яке відхилення від Православ'я, визначене Нікейським собором і всіма наступними соборами, і ці зусилля були спрямовані проти євреїв, язичників і «єретиків». Євреї були відчужені від візантійського суспільства, і єврейські писання почали переходити з грецької мови на іврит, коли вони відступили в безпеку своєї власної культури.  Проти язичників були накладені обмежувальні закони з суворими покараннями, включаючи смерть, за їх порушення. Будь-які скоординовані зусилля опору були придушені. Самаритяни, етнорелігійна група, подібна до євреїв, повстала проти Візантійської імперії в 529 році і була безжально придушена, майже 100 000 було вбито під час придушення повстання.
У політичному плані Церква та імператори Західної/Східної Римської імперії взаємодіяли один з одним, маючи різну динаміку влади. З одного боку, було очевидно, що церковні лідери іноді мали значну владу над імператором, наприклад, святий Амвросій забороняв Феодосію I входити до церкви в Мілані, поки той не покаявся за свою роль у різанині у Салонікахі.  Однак в інший час спілкування було дружнім. Під час богослужінь у соборі Святої Софії під час правління Юстиніана імператор і Константинопольський патріарх в окремій кімнаті високо над громадянами Константинополя молилися Богу, перш ніж повернутися, щоб разом очолити громаду.  Незважаючи на моменти розбіжностей між державою та церквою протягом усієї візантійської історії, вищезгадана позиція Юстиніана щодо релігійних відхилень показувала спільну імперську та релігійну мету.

## Арсенал Святої Ірини

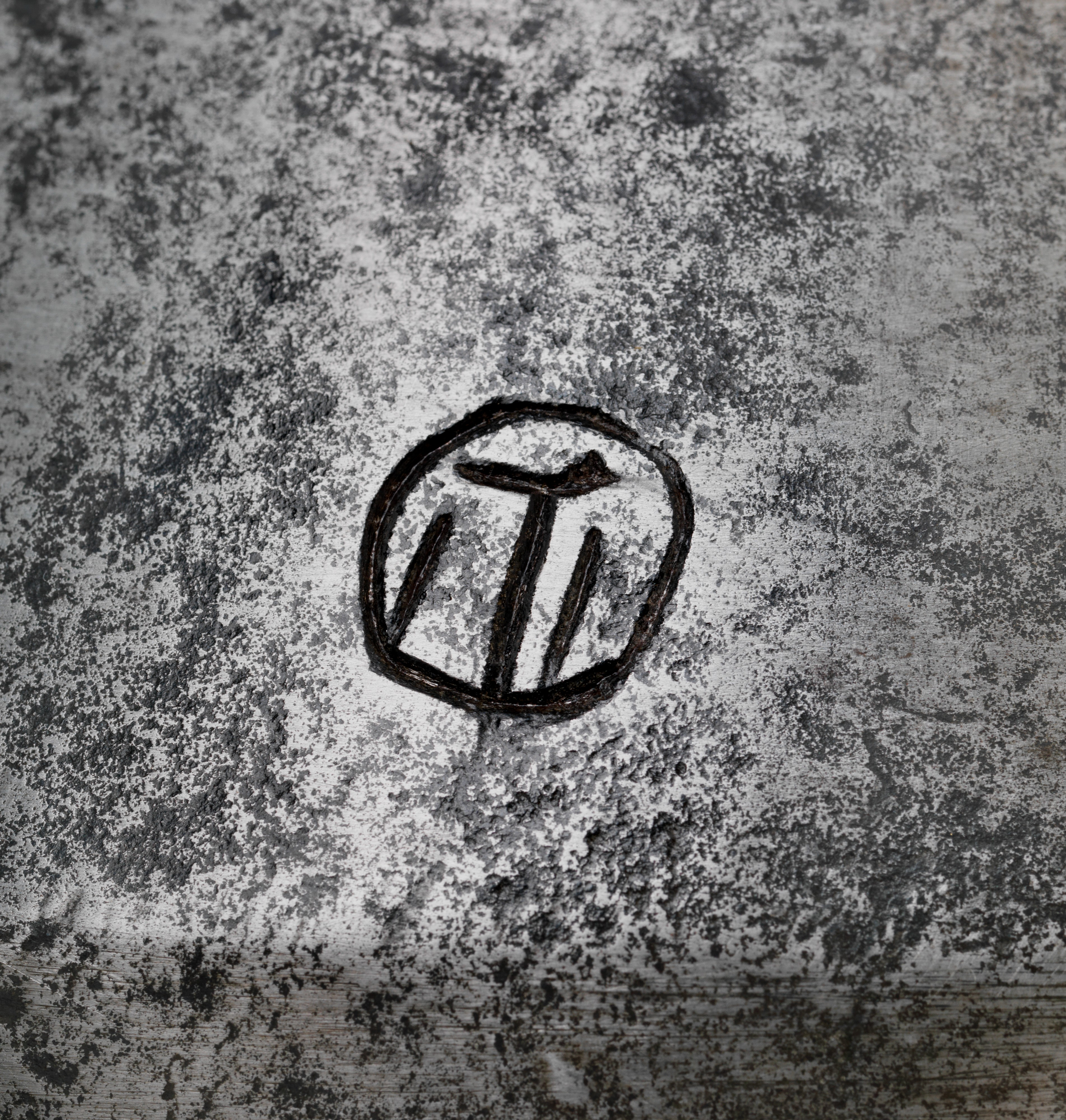
Клеймо арсеналу Святої Ірини на шоломі початку XVI ст.

У XV—XIX століттях будівля церкви використовувалась османами як арсенал. Зброя та обладунки, які виготовлялись або зберігались в арсеналі Святої Ірини маркувались клеймом у вигляді стилізованої квітки магнолії — одним з найдавніших тюркських племінних власницьких символів-тамг. Зараз в багатьох музейних або приватних колекціях можна знайти зразки зброї та обладунків з цим клеймом.

## Проблема хрестово-купольних храмів
Хрестово-купольні храми відомі в візантійській архітектурі з V століття. З VI століття н. е. цей тип храмових споруд перестав бути винятковим і навіть перетнув кордони, став найпоширенішим в Вірменії та Грузії. А з восьмого століття н. е. цей тип храмових споруд став домінувати в візантійській архітектурі (в дев'ятому столітті цей тип дійде до Херсонеса в Криму, церква на акрополі міста, датована ІХ століттям). Подібні споруди — найбільш відповідали вимогам тодішньої християнської служби, вимогам символічного відображення храму як божого дому і дому молитви.
Символічність переважала, нею був просякнутий навіть декор храмів — навіть мармурові мозаїки підлоги. Останні символізували або райські луки з квітами, або океан, що плескався навколо пласкої землі. Хрестово-купольні храми не досить зручні, в цьому вони значно поступалися базилікам. Але їхня символічність вважалась відповіднішою вимогам служби і закріпилася.
Але потяг до розкоші в декорі і ускладнених форм в архітектурі столиці Візантії не припинявся. Ускладнення форм в архітектурі і в розкоші декору притаманні вже храму Святої Софії, вибудованому до 537 року і висвяченого вже 26 грудня того ж року. Це грандіозний за розмірами хрестово-купольний храм, найбільший за всю історію існування Візантійської імперії. Хрестово-купольна схема покладена в основу і інших великих храмів в далеких провінціях, включаючи Київ і Чернігів. Але там вона ускладнена галереями над бічними навами, нартексом, бічними вежами (Софія Київська), окремими приміщеннями хрещальні (Спасо-Преображенський собор (Чернігів), окрема хрещальня була знищена). Але порівняння планів так званого храму Дере-Агзи і Спаса Преображення 11 століття у місті Чернігів довело їх надзвичайну схожість, як і декор з гранчастих напівколон в два яруси, який мають -
- Неа-Моні на острові Хіос,
- вівтарна частина собору Сан Марко, Венеція
- собор Спаса Преображення ХІ століття, Чернігів.

Майже втрачена пам'ятка Дере-Агзи довела тривалу архітектурну традицію у різних кінцях християнських земель, її спільне коріння і велич амбіцій замовників і будівельників у Чернігові, що бажали мати відомі зразки на власній батьківщині.

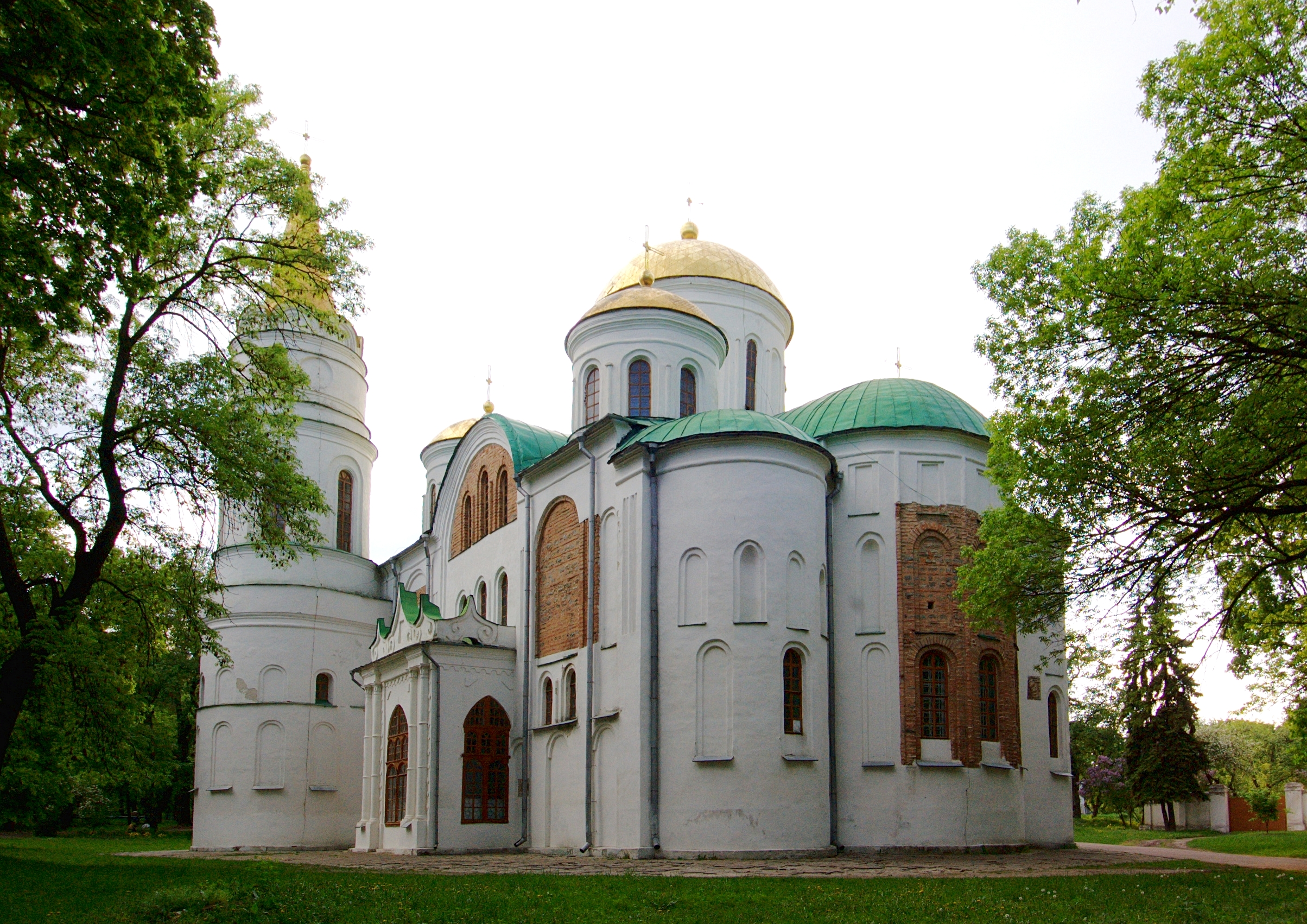
Спасо-Преображенський собор (Чернігів), Україна
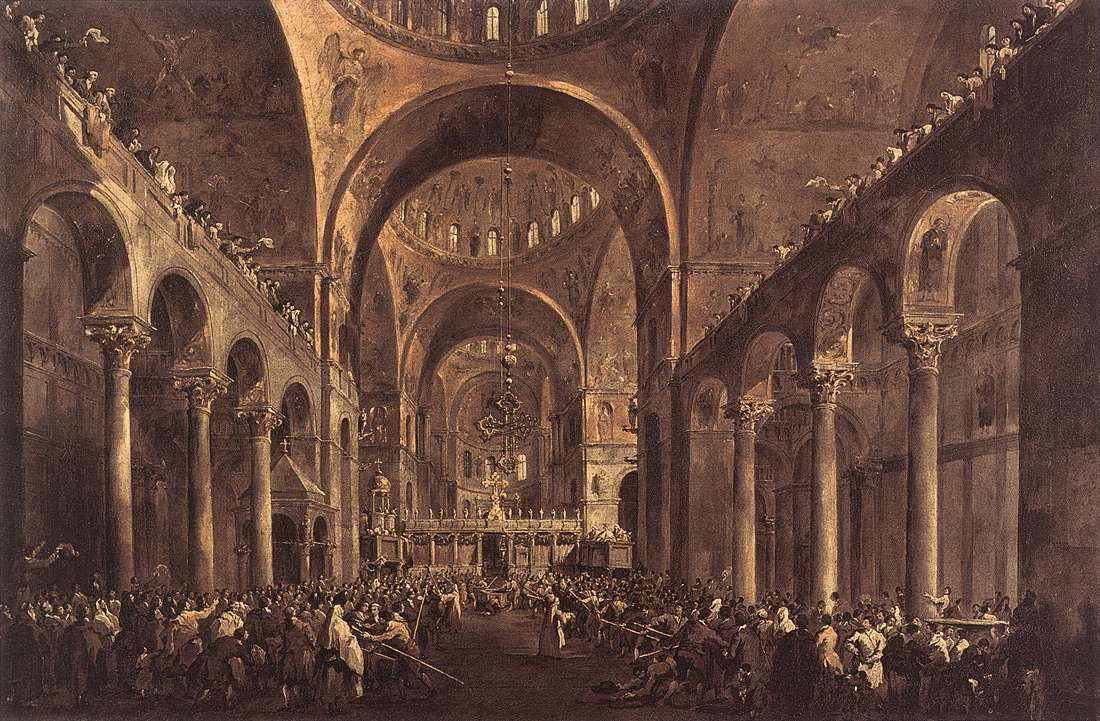
Собор Св. Марка, інтер'єр.
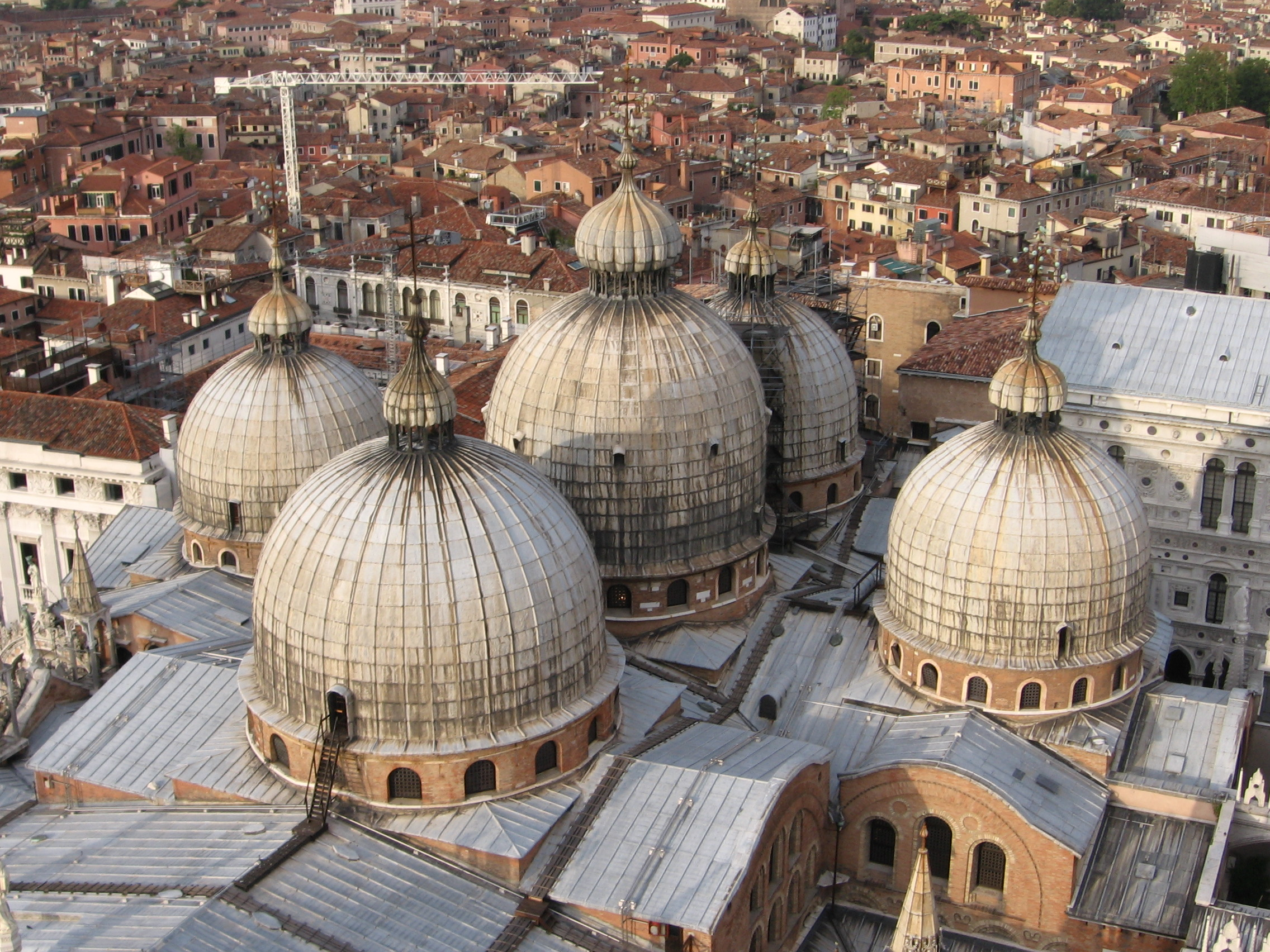
П'ять куполів собору Св. Марка
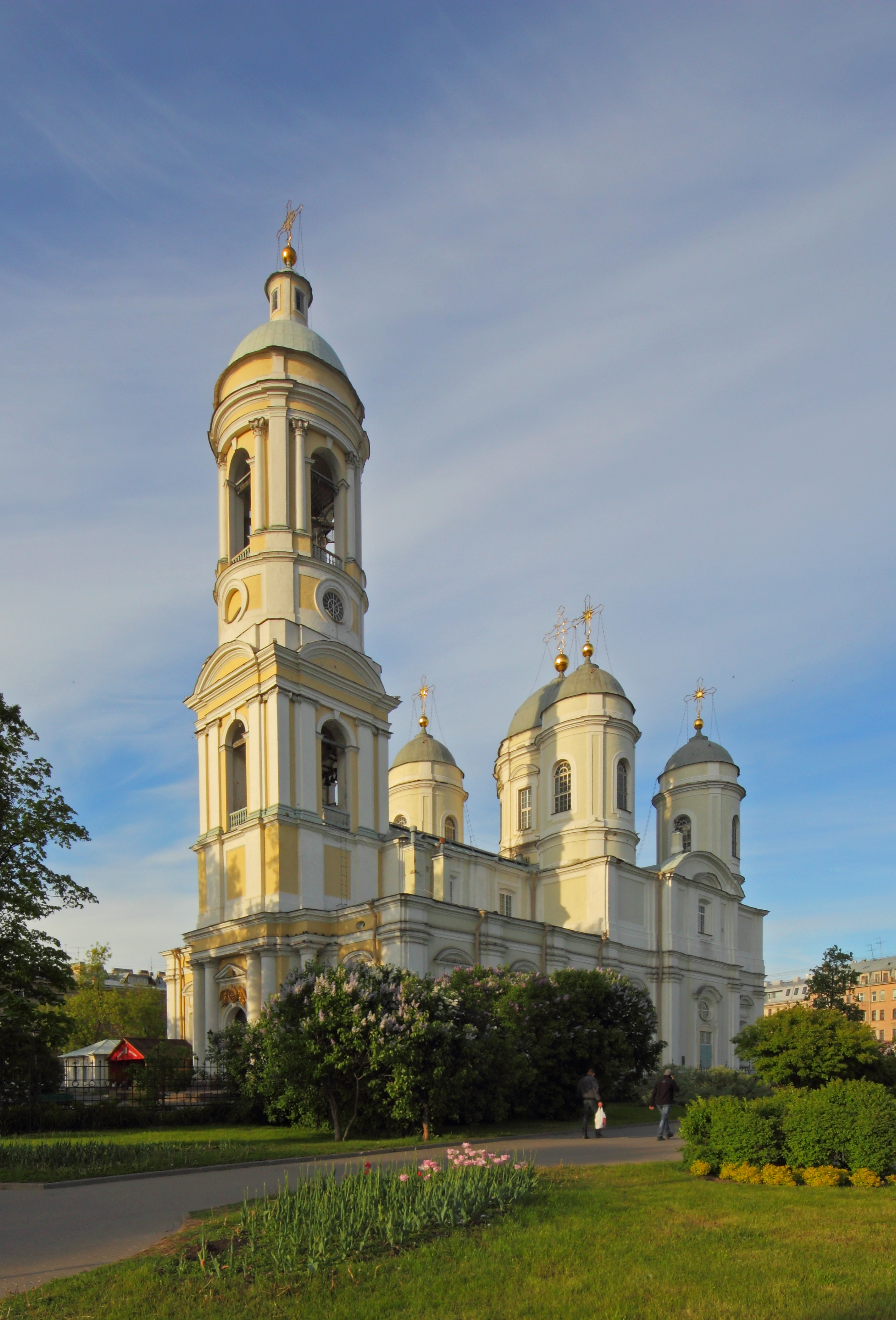
П'ять куполів Князь-Володимирського собору, Санкт-Петербург.
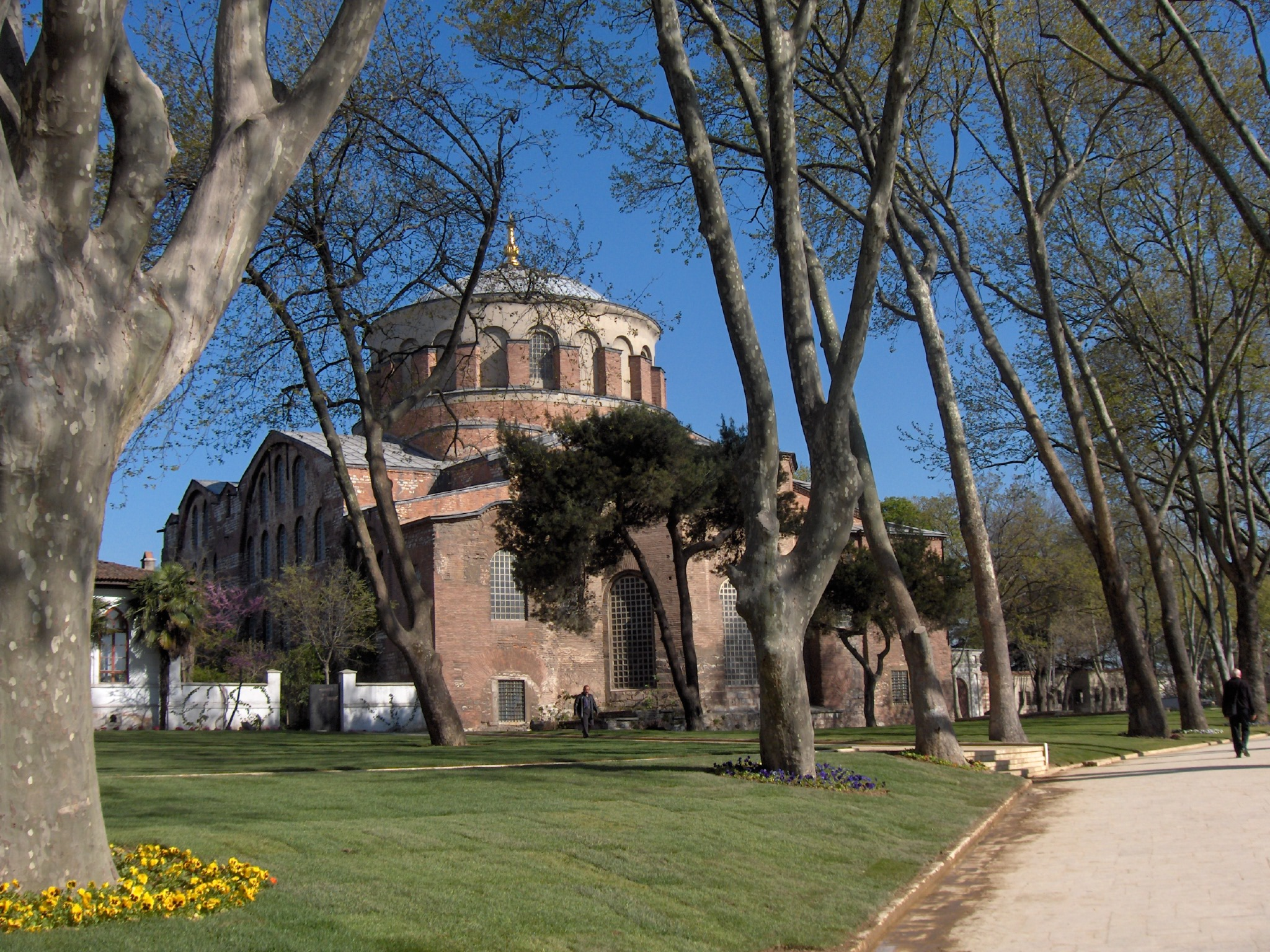
Собор Св. Ірини, сучасний вигляд
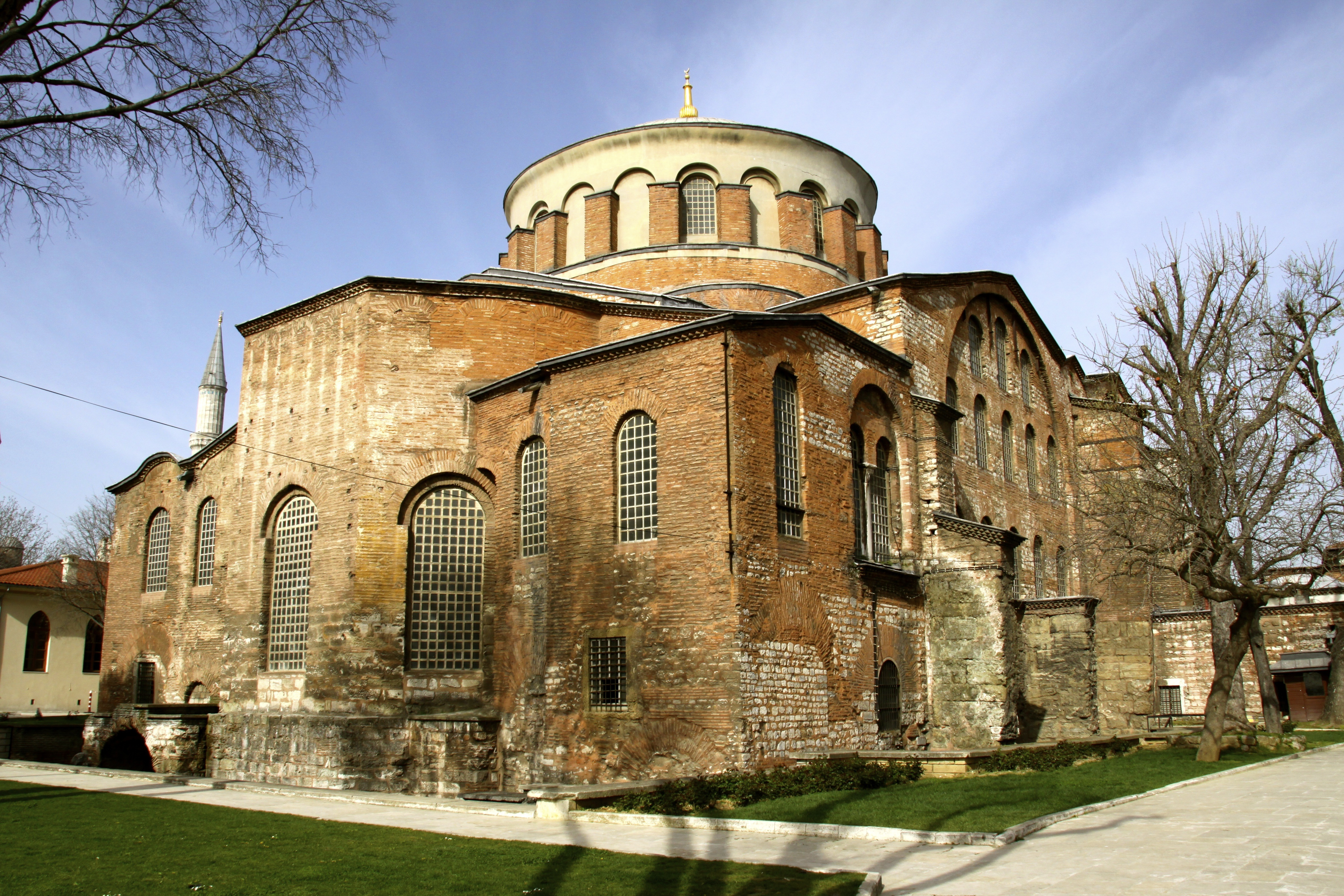
Собор Св. Ірини, сучасний вигляд

## П'ятикупольні храми

Центричний п'ятикупольний храм Всіх Святих Києво-Печерської лаври, план.

Першим п'ятикупольним храмом в Візантії вважають церкву святих Апостолів в столиці, яка не збережена до наших днів. Вона теж вразила уяву і сучасників, і іноземців, що прибували в Константинополь — і відповідно, викликала численні копії. Храм Св. Фронта в Перігьо (Франція) і собор Св. Марка в Венеції, вибудований в 11 столітті запрошеними візантійськими архітекторами, наслідував зразок саме церкви святих Апостолів. П'ятикупольні храми стануть характерною ознакою храмів східних слов'ян.

## Опис споруди

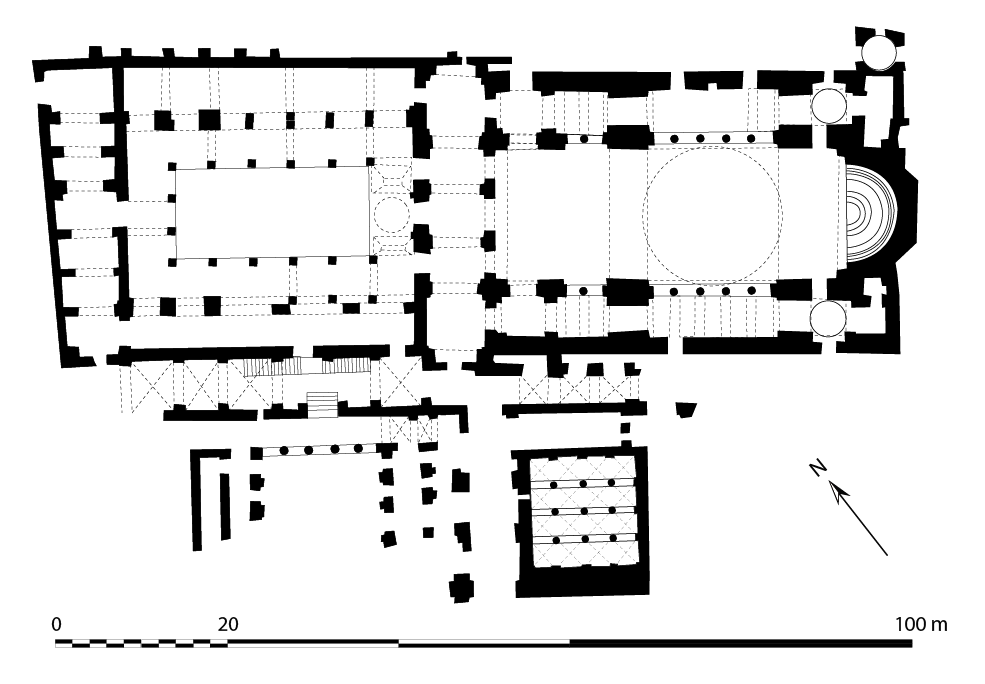
Церква Святої Ірини, поземний план.

Вибудувана з червоної цегли і каменю. Належить до типу купольних базилік, з якими храм поєднують три нави. Бічні нави невисокі, відокремлені від центральної низкою колон. Над колонадою — галереї другого поверху. Центральна нава надзвичайно широка. Масивні пілони підтримують велетенські арки, другий ярус яких нічим не відокремлений від внутрішнього простору храму, що збільшує враження просторості. (Гадають, що аркади 2-го ярусу колись були, але їх розібрали, від чого зальність церкви виграла). Перехід до бані здійснено сферичними вітрилами, добре відомими по споруді так званого мавзолею Галли Плацидії в Равенні. Баня широкого куполу невисока, з низкою напівциркульних вікон, але головує в зовнішньому вигляді храму. Церква мала і другу баню на захід від головної(відновлена нині в прямокутному вигляді з низьким дахом. Вікна західної бані нині закладені цеглою.)
На сході — гранчаста апсида, відкрита у простір храму трьома пізніми вікнами. Зовнішні фасади храму маловиразні, нерозроблені і нічим не нагадують декоративного багатства інтер'єрів. Зовнішнього декору практично нема.

## Галерея зображень

План будівлі
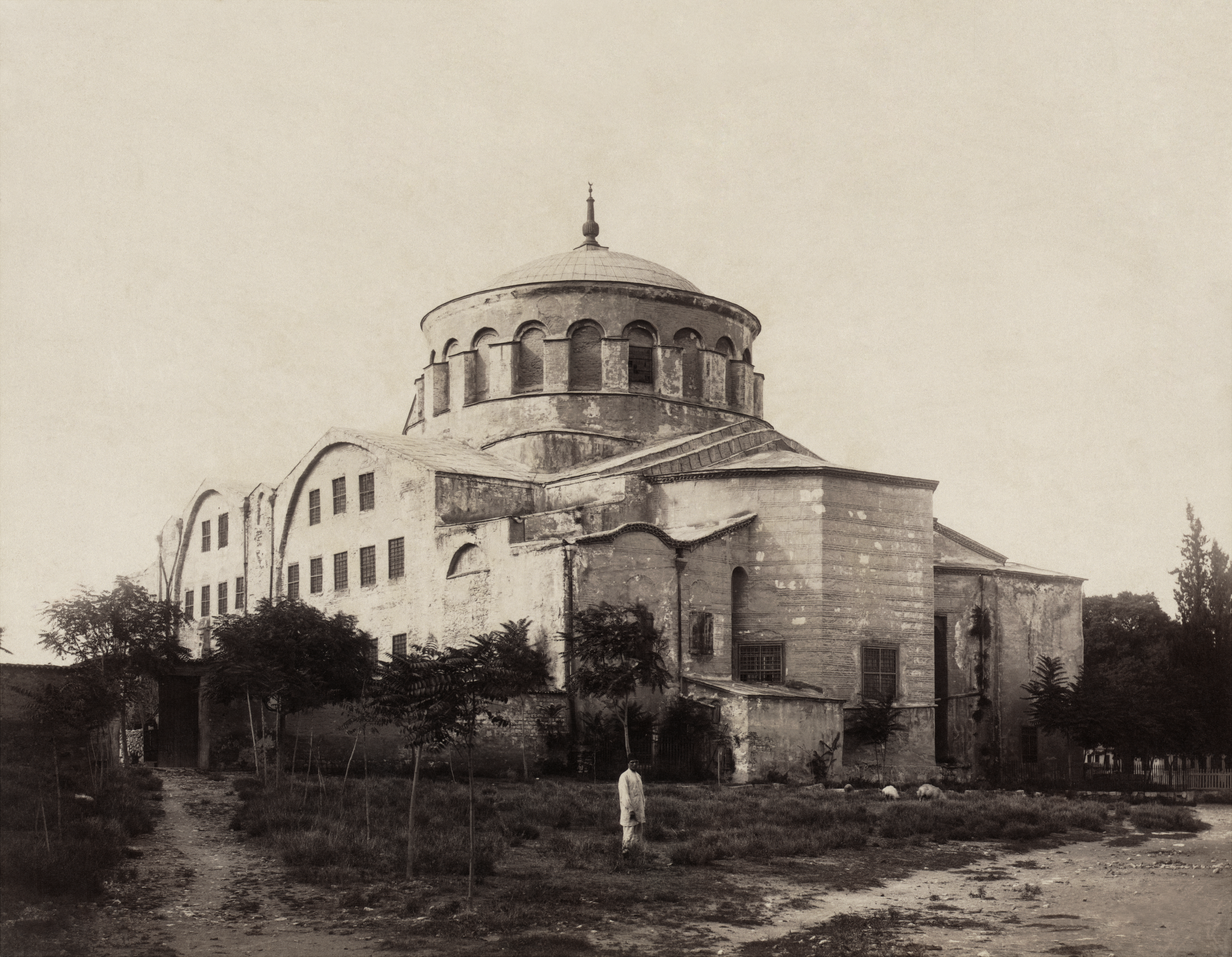
Споруда церкви на 1900 рік.
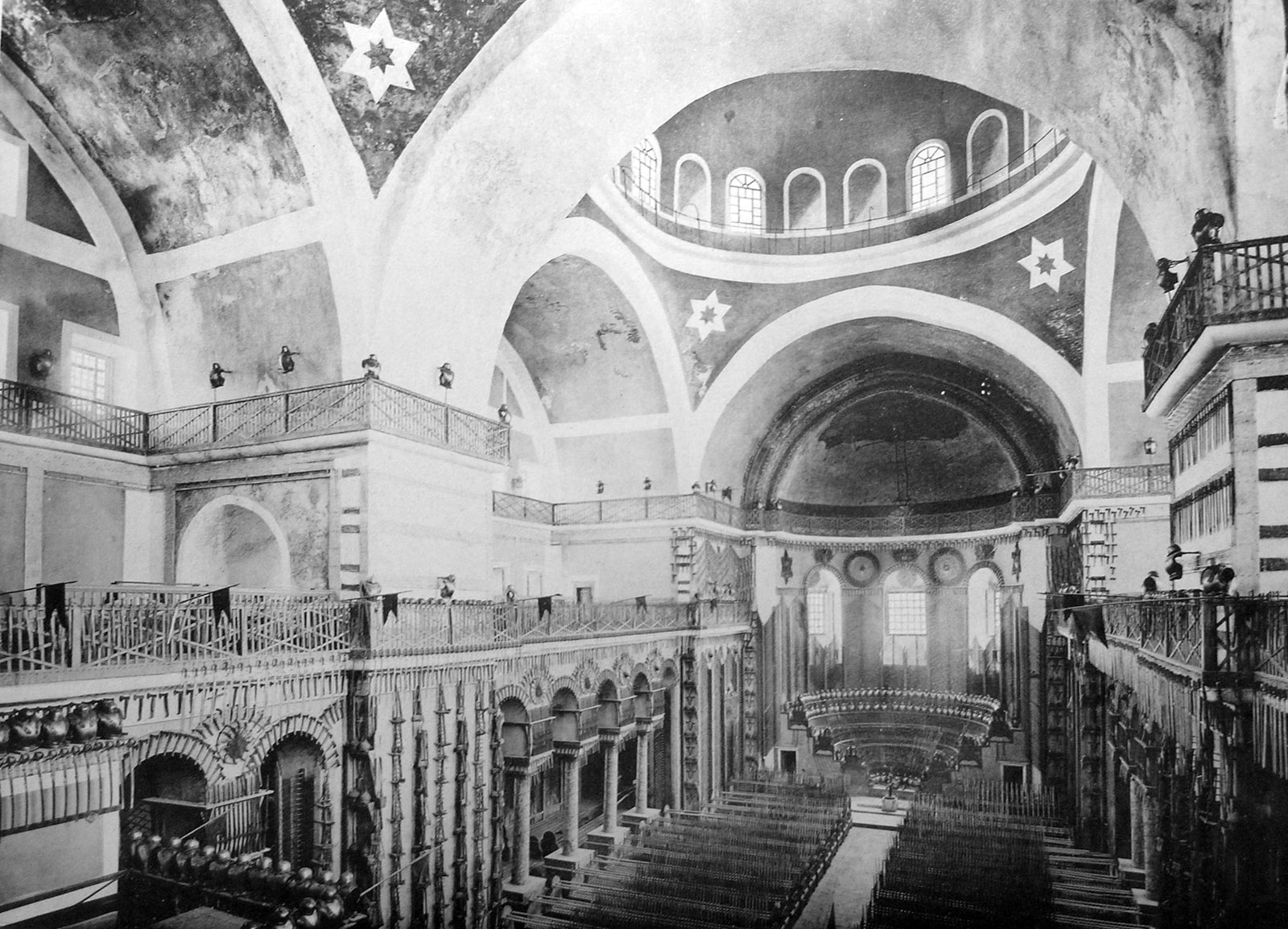
Церква Св. Ірини, інтер'єр на 1912 рік.
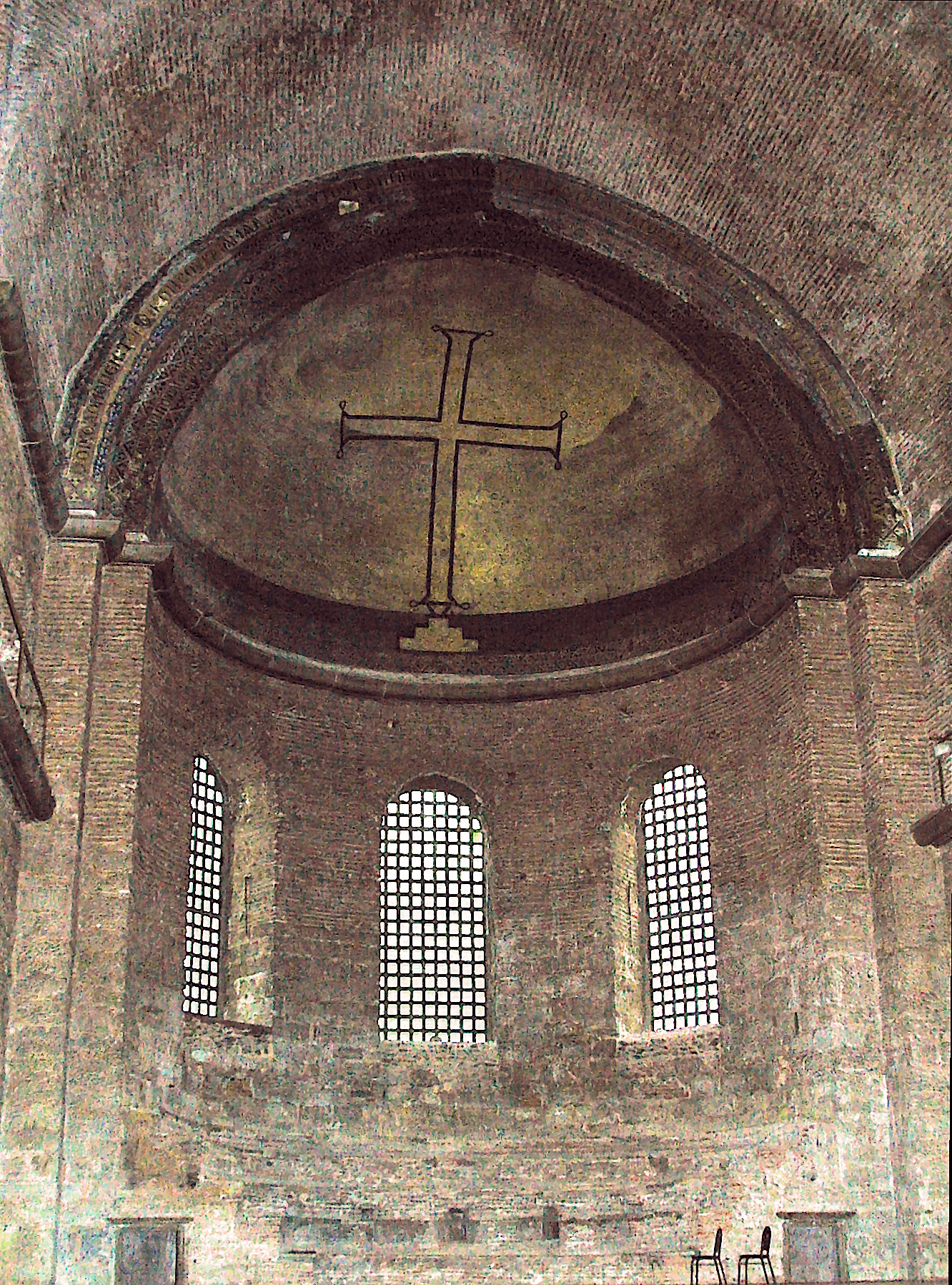
Апсида собору Св. Ірини,
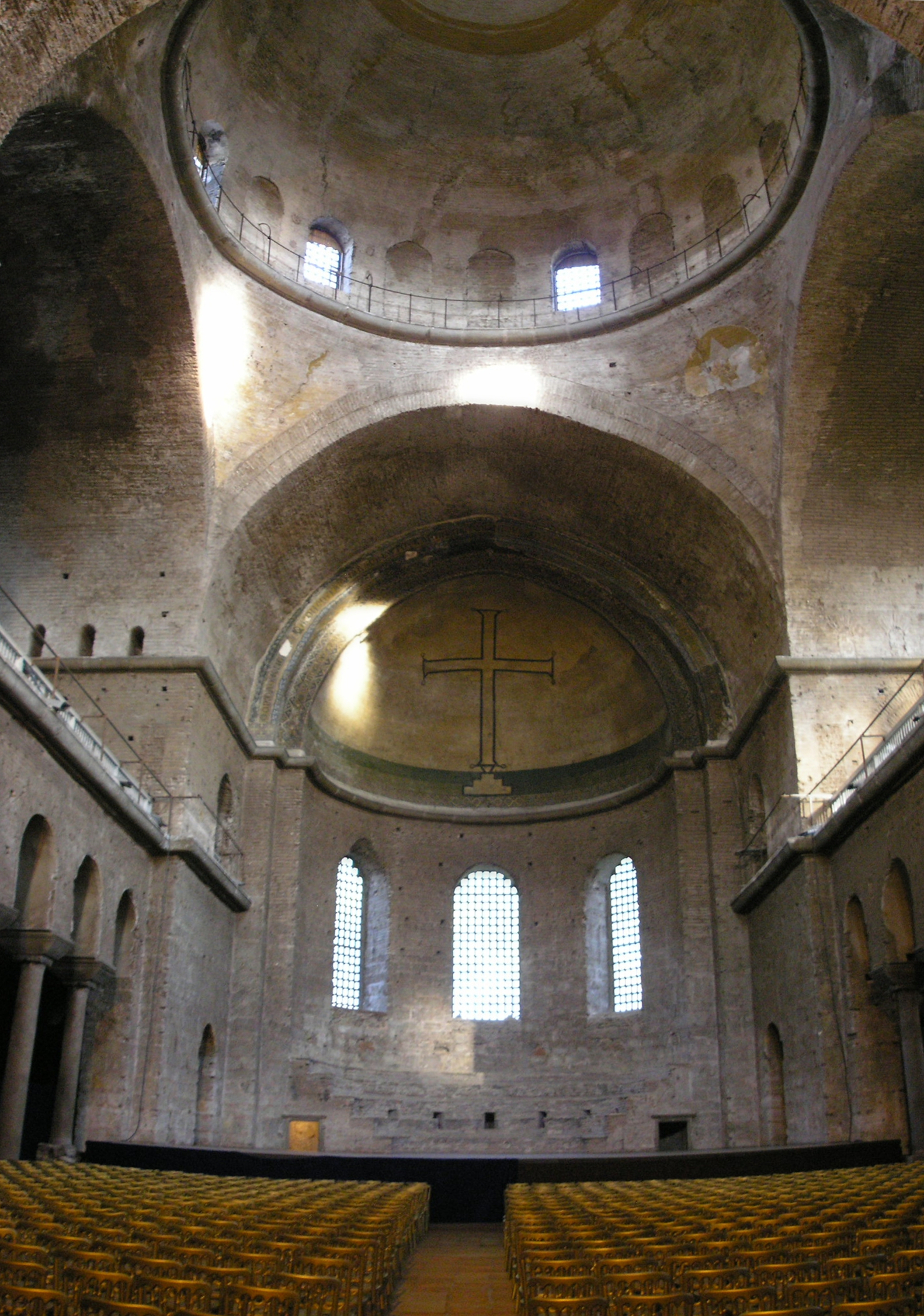
Апсида в інтер'єрі 2007 р.
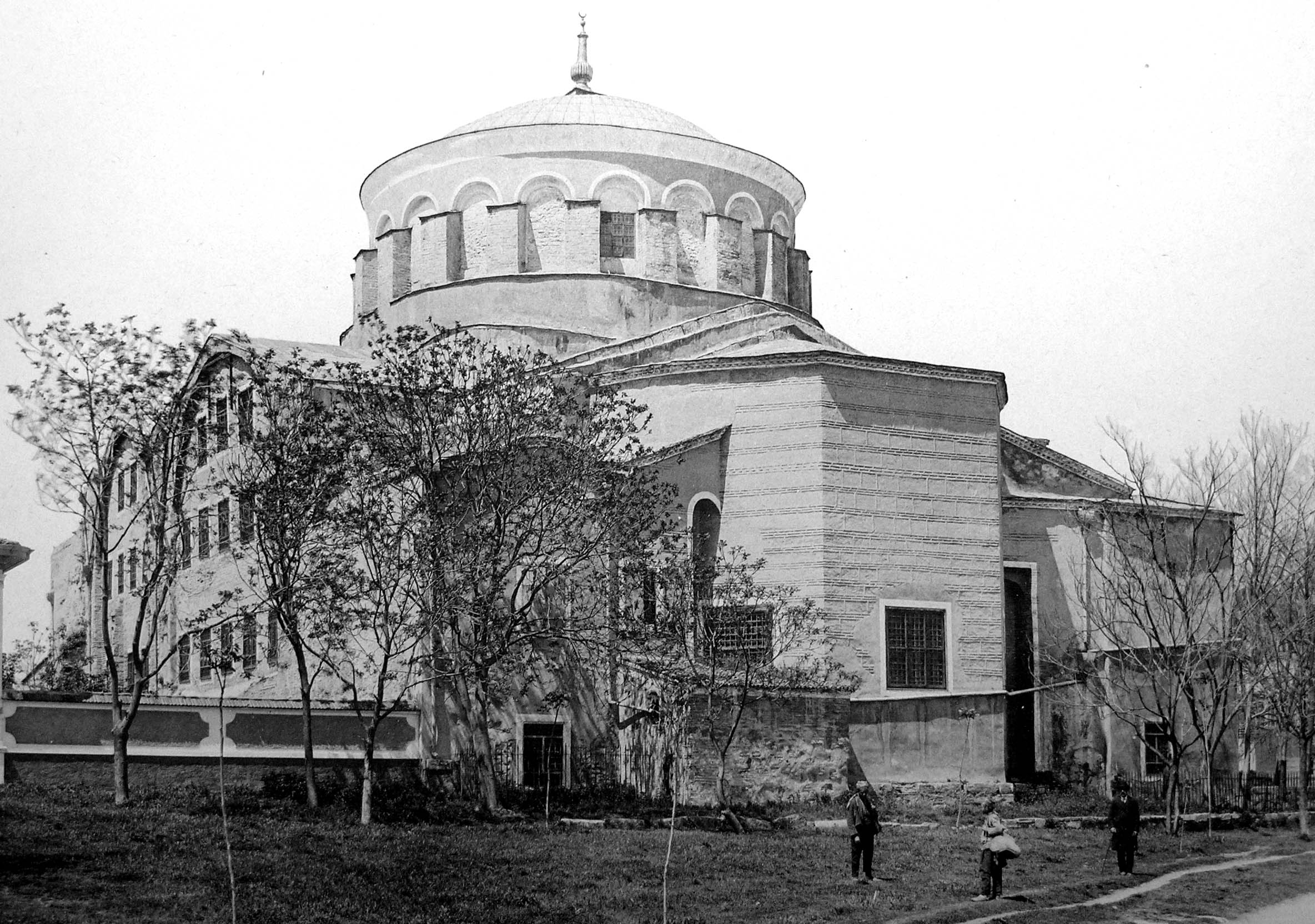
Вид з південного сходу в 1912 р.